# 8 نوفمبر
- السبت
- الأحد
- الاثنين
- الثلاثاء
- الأربعاء
- الخميس
- الجمعة

- 110 جمادى الأولى 1447  هـ
- 211 جمادى الأولى 1447  هـ
- 312 جمادى الأولى 1447  هـ
- 413 جمادى الأولى 1447  هـ
- 514 جمادى الأولى 1447  هـ
- 615 جمادى الأولى 1447  هـ
- 716 جمادى الأولى 1447  هـ
- 817 جمادى الأولى 1447  هـ
- 918 جمادى الأولى 1447  هـ
- 1019 جمادى الأولى 1447  هـ
- 1120 جمادى الأولى 1447  هـ
- 1221 جمادى الأولى 1447  هـ
- 1322 جمادى الأولى 1447  هـ
- 1423 جمادى الأولى 1447  هـ
- 1524 جمادى الأولى 1447  هـ
- 1625 جمادى الأولى 1447  هـ
- 1726 جمادى الأولى 1447  هـ
- 1827 جمادى الأولى 1447  هـ
- 1928 جمادى الأولى 1447  هـ
- 2029 جمادى الأولى 1447  هـ
- 2130 جمادى الأولى 1447  هـ
- 221 جمادى الآخرة 1447  هـ
- 232 جمادى الآخرة 1447  هـ
- 243 جمادى الآخرة 1447  هـ
- 254 جمادى الآخرة 1447  هـ
- 265 جمادى الآخرة 1447  هـ
- 276 جمادى الآخرة 1447  هـ
- 287 جمادى الآخرة 1447  هـ
- 298 جمادى الآخرة 1447  هـ
- 309 جمادى الآخرة 1447  هـ
- 110 جمادى الآخرة 1447  هـ
- 211 جمادى الآخرة 1447  هـ
- 312 جمادى الآخرة 1447  هـ
- 413 جمادى الآخرة 1447  هـ
- 514 جمادى الآخرة 1447  هـ

8 نوفمبر أو 8 تشرين الثاني أو يوم 8 \ 11 (اليوم الثامن من الشهر الحادي عشر) هو اليوم الثاني عشر بعد الثلاثمائة (312) من السنة، أو الثالث عشر بعد الثلاثمائة (313) في السنوات الكبيسة، وفقًا للتقويم الميلادي الغربي (الغريغوري). يبقى بعده 53 يومًا على انتهاء السنة.

## أحداث
- 1519 - هرنان كورتيس يدخل مدينة آزتك، والحاكم موكتيزوما يرحب به بحفاوة.
- 1620 - وقوع معركة الجبل الأبيض قرب مدينة براغ، وهي أول معركة وقعت في حرب الثلاثين عام التي جمعت بين الكاثوليك والبروتستانت، وكان النصر حليف الجيش الإمبراطوري بقيادة فرديناند الثاني.
- 1687 - عزل السلطان محمد الرابع من قيادة الدولة العثمانية
- 1793 - حكومة الثورة الفرنسية تفتح أبواب قصر اللوفر متحفًا للعموم.
- 1864 - تحديث نظام إدارة الولايات في الدولة العثمانية.
- 1889 - مونتانا تنضم للولايات المتحدة لتصبح الولاية رقم 41.
- 1901 - اشتباكات دموية في أثينا بعد ترجمة الأناجيل إلى اللغة اليونانية الشعبية.
- 1942 - حكومة فيشي الفرنسية تقرر قطع العلاقات الدبلوماسية مع الولايات المتحدة في ذروة الحرب العالمية الثانية.
- 1949 - رئيس وزراء إسرائيل دافيد بن غوريون يعلن عن حق إسرائيل بضم القدس إليها، وكان هذا أول تصريح يكشف النية بضمها إلى الدولة الإسرائيلية.
- 1960 - انتخاب جون كينيدي رئيسًا للولايات المتحدة.
- 1965 -
  - إلغاء عقوبة الإعدام رسمياً في المملكة المتحدة.
  - تأسيس إقليم المحيط الهندي البريطاني والذي تألف من أرخبيل تشاغوس وجزر ألدابرا وفاركوار وديروش.
- 1981 - جامعة الأرجنتين تمنح شهادة دكتوراه فخرية لرئيس الإمارات العربية المتحدة الشيخ زايد بن سلطان آل نهيان برتبة بروفيسور وذلك نظرًا لإنجازاته على المستوى المحلي لدولة الإمارات والمستوى الدولي.
- 1992 - منتخب اليابان لكرة القدم يفوز بكأس بطولة آسيا بعد تغلبه على المنتخب السعودي بهدف مقابل لا شيء.
- 2004 -
  - أكثر من عشرة آلاف جندي أمريكي مدعومين بالقوات الجوية يبدأون بحصار مدينة الفلوجة العراقية.
  - سهى عرفات زوجة رئيس السلطة الوطنية الفلسطينية ياسر عرفات تتهم أحمد قريع ومحمود عباس ونبيل شعث بالتآمر على عرفات ووراثته حيًا.
- 2005 -
  - إعلان حالة الطوارئ في فرنسا بعد اضطرابات ضواحي باريس.
  - اعتقال الناشط السياسي السوري المعارض كمال اللبواني فور وصوله إلى مطار دمشق الدولي عائدًا من زيارة إلى الولايات المتحدة وأوروبا.
- 2006 - وزير الدفاع الأمريكي دونالد رامسفيلد يستقيل من منصبه بعد هزيمة الجمهوريين في انتخابات التجديد النصفي بسبب رفض الشعب الأمريكي للحرب على العراق.
- 2014 - انطلاق بطولة العالم للشطرنج لِسنة 2014 التي يتنافس فيها بطل العالم ماغنوس كارلسن ومنافسه فيشفاناثان اناند.
- 2015 - إعصار ميج يضرب سقطرى اليمنية في بحر العرب ويتجه نحو عدن وأبين.
- 2017 - السلطات السورية تعلن سيطرة الجيش السوري على مدينة البوكمال شرق محافظة دير الزور على الحدود العراقية، آخر المدن الواقعة تحت سيطرة تنظيم الدولة الإسلامية في العراق والشام.

## مواليد
- 30 - نيرفا، أول الأباطرة الأنطونيين الرومان.
- 1656 - إدموند هالي، عالم بريطاني في علم الفلك.
- 1847 - برام ستوكر، كاتب أيرلندي.
- 1848 - كوتلب فريج، عالم رياضيات وفيلسوف ألماني.
- 1868 - فيليكس هاوسدورف، عالم رياضيات ألماني.
- 1900 - مارغريت ميتشل، كاتبة روائية أمريكية.
- 1912 - زوزو حمدي الحكيم، ممثلة مصرية.
- 1923 - جاك كيلبي، مهندس كهربائي أمريكي حاصل على جائزة نوبل في الفيزياء عام 2000.
- 1938 - إدريس البصري، سياسي مغربي.
- 1943 - مارتن بيترس، لاعب ومدرب كرة قدم إنجليزي.
- 1945 - عبد العزيز بلخادم، سياسي جزائري.
- 1946 -
  - غوس هيدينك، مدرب كرة قدم هولندي.
  - محيي إسماعيل، ممثل مصري.
- 1953 - جون موسكر، مخرج رسوم متحركة أمريكي.
- 1954 - حسن أبو لبدة، إحصائي، وسياسي ووزير فلسطيني.
- 1967 -
  - خوسيه لويس كامينيرو، لاعب كرة قدم إسباني.
  - كورتني ثورن سميث، ممثلة أمريكية.
- 1968 - باركر بوزي، ممثلة أمريكية.
- 1969 - زهرة عرفات، ممثلة بحرينية.
- 1974 - ماساشي كيشيموتو، رسام مانغا ياباني.
- 1975 -
  - تارا ريد، ممثلة أمريكية.
  - خوسيه بينتو، حارس مرمى كرة قدم إسباني.
- 1978 -
  - علي كريمي، لاعب كرة قدم إيراني.
  - جوليو سيرجيو، حارس مرمى كرة قدم برازيلي.
  - تيم دي كلير، لاعب كرة قدم هولندي.
- 1979 -
  - آرون هيوز، لاعب كرة قدم أيرلندي شمالي.
  - دانيا راميريز، ممثلة دومنيكية.
- 1980 - لويس فابيانو، لاعب كرة قدم برازيلي.
- 1981 - جو كول، لاعب كرة قدم إنجليزي.
- 1988 - جيسيكا لاوندز، ممثلة كندية.
- 1997 - أكرم توفيق، لاعب كرة قدم مصري.

## وفيات
- 1517 - غونزالو سيسنيروز، كاردينال وسياسي إسباني.
- 1627 - نور الدين جهانكير، سلطان مغول الهند.
- 1669 - منجك باشا، شاعر دمشقي.
- 1674 - جون ميلتون، شاعر إنجليزي.
- 1830 - الملك فرانشيسكو الأول، ملك مملكة الصقليتان.
- 1934 - كارلوس شاغاس، عالم فيزياء برازيلي.
- 1953 - إيفان بونين، أديب وشاعر روسي حاصل على جائزة نوبل في الأدب عام 1933.
- 1986 - فياتشيسلاف ميخائيلوفيتش مولوتوف، سياسي سوفيتي.
- 2009 - فيتالي غينزبورغ، عالم فيزياء روسي حاصل على جائزة نوبل في الفيزياء عام 2003.
- 2010 - محمد عبده يماني، وزير إعلام سعودي.
- 2011 -
  - خليل زينل، ممثل كويتي.
  - فالنتين إيفانوف، لاعب كرة قدم روسي.
  - سليم مخولي، شاعر ورسام وطبيب فلسطيني.
- 2015 - عبد الرزاق عبد الواحد، شاعر عراقي.

## أعياد ومناسبات
- اليوم العالمي للعمران.

## وصلات خارجية
- الدستور: حدث في مثل هذا اليوم.
- أرشيف مصر: حدث في مثل هذا اليوم.
- النيويورك تايمز: حدث في مثل هذا اليوم.
- BBC: حدث في مثل هذا اليوم.